# Alexandre Chabot
Alexandre Chabot (Reims, 27 de diciembre de 1981) es un deportista francés que compitió en escalada, especialista en la prueba de dificultad.
Ganó una medalla de bronce en el Campeonato Mundial de Escalada de 2005 y tres medallas en el Campeonato Europeo de Escalada entre los años 2000 y 2004. Además, consiguió una medalla de plata en los Juegos Mundiales de 2005.

## Palmarés internacional
| Campeonato Mundial | Campeonato Mundial | Campeonato Mundial | Campeonato Mundial |
| Año                | Lugar              | Medalla            | Prueba             |
| ------------------ | ------------------ | ------------------ | ------------------ |
| 2005               | Múnich (Alemania)  | Medalla de bronce  | Dificultad         |
| Campeonato Europeo |                    |                    |                    |
| Año                | Lugar              | Medalla            | Prueba             |
| 2000               | Múnich (Alemania)  | Medalla de oro     | Dificultad         |
| 2002               | Chamonix (Francia) | Medalla de oro     | Dificultad         |
| 2004               | Lecco (Italia)     | Medalla de plata   | Dificultad         |